# Daniel Roussel
Pour les articles homonymes, voir Roussel.
Daniel Roussel est un metteur en scène né en 1941 à Charenton-le-Pont.

## Biographie
Daniel Roussel est diplômé de l’École nationale supérieure des arts et techniques du théâtre et de l’Université de New York.
Il signe sa première mise en scène en 1971. Au Théâtre Marigny à Paris, il met en scène Le Visiteur et Hôtel des Deux-Monde de l’auteur franco-belge Éric-Emmanuel Schmitt à la fin des années 1990. Il a également travaillé dans son pays natal, le Canada, et  aux États-Unis. Il met également en scène du théâtre classique (Molière), des auteurs anglophones (Noël Coward, Edward Albee, Brian Clark ou Peter Schaffer) Au Petit Théâtre de Paris, il a signé la création d’Envers et contre tous de Ben Brown. 
Durant sa carrière, il met en scène près de cent pièces de théâtre, opéras et comédies musicales.
Il est également enseignant à l’École nationale de théâtre et au Conservatoire d’art dramatique de Montréal ainsi que dans des établissements de troisième niveau au Québec.

## Théâtre (mise en scène)
- 1978 : P’pa de Hugh Leonard (Duceppe)
- 1980 : Gin Game de Donald L. Coburn (en) (Duceppe)
- 1981 : Une simple histoire d’amour de Lanford Wilson (Duceppe)
- 1981 : Tout dans le jardin d’Edward Albee (Duceppe)
- 1981 : En première page de Ben Hecht et Charles MacArthur (Duceppe), pièce qui lance Normand Chouinard[1]
- 1983 : Ciel de lit de Jan de Hartog (Duceppe)
- 1984 : Bonne nuit m’man de Marsha Norman (en) (Duceppe)
- 1984 : Le Fauteuil à bascule de Jean-Claude Brisville (Café de la place des Arts)
- 1985 : Mort accidentelle d’un anarchiste de Dario Fo (Duceppe)
- 1986 : Les Fourberies de Scapin de Molière (Centre National des Arts et Théâtre du Nouveau Monde)[1]
- 1987 : Le Printemps, monsieur Deslauriers de René-Daniel Dubois (création) (Duceppe)
- 1988 : Un Chapeau de paille d’Italie d’Eugène Labiche (Théâtre du Nouveau Monde)[1]
- 1992 : La Coulisse en folie de Michael Frayn (Théâtre du Bois de Coulonge)[2]
- 1992 : Tailleur pour dames de Georges Feydeau (Théâtre du Rideau Vert)[1]
- 1993 : Le Visiteur d’Éric-Emmanuel Schmitt (Petit Théâtre de Paris) [3]
- 1996 : La Cantatrice chauve d’Eugène Ionesco[1](Théâtre du Rideau Vert)
- 1996 : La Leçon  d’Eugène Ionesco[1](Théâtre du Rideau Vert)
- 1997 : Les Femmes savantes de Molière [4](Théâtre du Rideau Vert)
- 1997 : Un air de famille d’Agnès Jaoui et Jean-Pierre Bacri (Sortie 22 Théatre Latulipe)[5]
- 1997 : Partage de Midi de Paul Claudel (Théâtre du Rideau Vert)
- 1998 : Le Visiteur d’Éric-Emmanuel Schmitt (Théâtre Marigny)
- 1999 : Hôtel des deux mondes d’Éric-Emmanuel Schmitt (Théâtre Marigny)
- 1999 : Enigma Variations d’Éric-Emmanuel Schmitt (Forum Mark Taper (en))
- 2000 : Envers et contre soi de Guillaume Laurant (Théâtre de Paris)
- 2001 : Madame Doubtfire (Théâtre de Paris)
- 2002 : Poste restante d’après Noël Coward (Théâtre du Palais-Royal)
- 2002 : Virages d’Alain Teulié (Théâtre des Champs Elysées)
- 2004 : Délicate balance d’Edward Albee[6] (Duceppe)
- 2006 : Le Lion en Hiver de James Goldman (Duceppe)
- 2006 : C’est ma vie de Brian Clark (Duceppe)
- 2007 : CarGo 7906 de Sandra Korol
- 2007 : Coiffure pour dames d’après Robert Harling) (en)
- 2007 : La Casta Flore de Peter Quilter (en) (Duceppe)
- 2008 : Très chère Mathilde d’Israel Horowitz (Duceppe
- 2008 : Equus de Peter Shaffer (Duceppe)

## Autres travaux

### Direction d’opéra
1986 : Orphée aux Enfers (Nouvelles variétés lyriques)

### Télévision
1988-1989 : Douce France, 42 épisodes de 26 minutes (réalisation)